# میشل سیمون
میشل سیمون (فرانسوی: Michel Simon‎؛ ۹ آوریل ۱۸۹۵ – ۳۰ مهٔ ۱۹۷۵) هنرپیشه اهل سوئیس بود.

## برگزیده فیلم‌شناسی
- ۱۹۲۸ مصائب ژاندارک اثر کارل تئودور درایر
- ۱۹۳۱ زن هرزه اثر ژان رنوآر
- ۱۹۳۱ تطهیر بچه  اثر ژان رنوآر
- ۱۹۳۴ آتالانت اثر ژان ویگو
- ۱۹۴۹ فابیولا
- ۱۹۵۱ زن اغواگر
- ۱۹۵۳ تاجر ونیزی
- ۱۹۶۲ شیطان و ده فرمان اثر ژولین دوویویه
- ۱۹۶۴ ترن اثر جان فرانکن‌هایمر
- ۱۹۷۰ اعتراض عمومی
- ۱۹۷۲ شگفت‌انگیزترین شب زندگیم اثر اتوره اسکولا